# 暴れん坊少納言
『暴れん坊少納言』（あばれんぼうしょうなごん）は、かかし朝浩の漫画。『コミックガム』（ワニブックス）2007年1月号よりシリーズ連載の後、同年9月号より正式に連載され、2010年『月刊コミックガム』8月号にて連載終了。コミックス全7巻。

## あらすじ
西暦994年。名門貴族・橘氏の氏長者・敏政の子息である則光は気の進まない見合い話を持ちかけられる。相手の清原元輔の娘・諾子（なぎこ）の強烈な個性に振り回され辟易するが、中宮定子主宰の歌合に招聘された際には諾子の機転で窮地を救われ、以後も腐れ縁が続くことに。
そして、歌合がきっかけとなり中宮定子に気に入られた諾子には宮仕えの話が舞い込み、中宮の御所で働くことになる。

## 概要
清原諾子（清少納言）と橘則光を中心に、中宮定子の女房生活・内裏風景を描いた平安国風文化が題材のコメディ漫画。清少納言と紫式部、中宮定子と彰子の対比をベースに物語は進行する。
最初は『枕草子』で有名な「香炉峰の問いかけ」に始まり、最後は清少納言が、女房を退官し陸奥（東北）に下る旨で完結する。登場人物はほぼ実在の人物であり、史実を元にはしているがキャラデザインに一部西洋風の意匠が入ったり、他の史実を織り交ぜたり、一部の歴史が前後したり改変される等の脚色があるが、それらは単行本で総て補足されている。また、主要メンバー以外は全て平安期の意匠と当時美人や美男とされた顔で構成されており、主要メンバーが際だって目立つように構成されている。時代背景柄、英語等の外来語を本編で使う部分は全くないが、現代風の言葉遣いで会話が成り立っているのが特徴。説明書きなどには使われる。また、当時のコミュニケーション技法である和歌も多く出てくるが、ちゃんと由来・読み人・解説も掲載されており、読者に意味が分かりやすいように構成されている。

## 登場人物
清少納言（せいしょうなごん）
本名は清原諾子（きよはら の なぎこ）。本作品の主人公。父は中流貴族で歌人の元輔。ツンデレで自己中心的で周囲を振り回す性格だが、漢文の知識と感じたことを表現するセンスは卓越しており、後に「枕草子」を執筆するが、とんでもない悪筆で書写するために借りた原本もめちゃくちゃに汚してしまう。
また野山をかけずり、虫にも抵抗がないほどのアクティブさを併せ持ち、かつ毎回のように則光に突っ込みを入れることが出来る（大概は頭を殴ることが多い）ほど運動能力は高い。
思い立ったらまずは行動の人で、16歳で中宮定子の女房となり、その機転と仲間達の協力で数々の騒動と難題を解決するも、皇后宮定子が騒動の責任を取って出家した際に内裏から退官し、則光と共に陸奥（東北地方）に旅立つ。モブキャラを除くと数少ない黒髪・十二単の和風容姿を持つ。
橘 則光（たちばな のりみつ）
名門貴族である橘氏の氏長者・敏政の長男で本作品のサブ。当初は従五位下・修理亮（しゅりのすけ・宮中設備の営繕を担当する部署「修理職（しゅりしき）」のNO.2）→従六位下・左衛門尉（さえもんのじょう・大内裏全体を警護する部署「左衛門府（さえもんのふ）」のNO.3）に任ぜられる。
諾子（後の清少納言）からは「のスケ」と呼ばれている。無骨者で、歌と酒が大の苦手。角材を軽々と担ぎ（本来修理職の副官である則光は指示さえ出せば良いのに全て自分でやってしまう）、稽古中に木刀で打ち込み用の丸太を両断し、弓を引かせると弓をへし折る豪腕。
気の進まない見合い話で知り合った諾子に翻弄されながらも、それなりに惹かれるものを感じているが、大概諾子に殴られたり投げられたりしており、また無茶難題を押しつけられる苦労人。
そして出会ってから6年後(A.D.1000)にようやく告白、一旦は諾子に投げられ回答を保留されるものの、定子出家後に左遷的に従五位上・陸奥守に任ぜられ陸奥に赴く際、牛車にて諾子からようやく回答をもらうことに。
諾子と同様、モブキャラを除くと数少ない黒髪・束帯の和風容姿を持つ。
また、平安期では呪いを招くことから滅多に教えず、かなり親密な関係（親兄弟や夫婦等）でしか呼ばない本名を清少納言（諾子）に対して日常的に使用している。第一巻では、玄関前で諾子の名前を大声で叫び、諾子が激怒する場面がある。
史実では諾子とは夫婦の関係で、一旦離婚してはいるものの関係は良好であったと各種資料でも課外授業でも述べられており、それを反映したものと思われる（ただし、史実では東北地方に同行したのは別人）。

### 定子派・凝華舎（梅壺）
定子（さだこ / ていし）
一条天皇の第一皇妃。最初は中宮であるが後に皇后宮に奉り上げられる、本物語のヒロイン的存在。退屈しのぎに開いた歌合で、無骨者の則光に見せ場を作った諾子を気に入り、女房として登用する。
風流で教養に富み、大概の騒動をお許しになるほどの器量の持ち主。
凝華舎（梅壺）の局を設け、そこに数々の有益な女房を揃えるも、兄伊周の起こした騒動を収めるため退位し、出家する。一条天皇との間に脩子内親王と敦康親王をもうける。容姿は当時の貴婦人そのものであるが、髪が青く設定されている。
宰相の君（さいしょうのきみ）
本名・藤原豊子（ふじわら の とよこ）。中宮付きの女房では古株。梅壺筆頭。陰陽道の呪文「急急如律令」が書かれた長い笏のようなものを持ち歩いており、局をしっかりと統制している。
いつも協調性が著しく欠如している清少納言に業を煮やし、いびり倒そうとするが、徐々に認めるようになる。
体育会系でキャリアウーマン肌であるが、紫式部の書いた源氏物語に憧れを抱き、やがては藤原斉信との逢い引きに発展する。
清少納言と並んで数少ない黒髪の容姿の持ち主ではあるが、衣がジャージチックにデザインされており、言葉遣いも上品と下品な言葉が入り交じっている。
本来藤原豊子（藤原道綱の娘）は彰子に仕えた女房であり、定子に仕えた宰相の君は藤原顕忠の孫で別人であるが、意図的に混同されている。
和泉式部（いずみしきぶ）
中宮付きの女房。豊富な男性遍歴を持ち、擦れたキャラクターで異彩を放つ存在。後輩である清少納言の才能とセンスには一目置いており、陰ながらフォローすることもある。
本物語のお色気担当で、金髪のグラマー美女として化粧や肌の露出の描写が多い。普段は豹柄にデザインされ大きい胸元をさらけ出した衣をまとっている。
彰子入内後、凝華舎（梅壺）と飛香舎（藤壺）の局の女房を掛け持ちする。
史実では三十六歌仙の1人。名門貴族である大江氏出身。
脩子内親王（しゅうしないしんのう）
中宮定子の第一皇女。性格は明るく元気で活発。好奇心が強く、押し入れの奥の階段を上がり天井裏に行くほど。少納言によく懐いていて影響を受けた宮中野生児。
敦康親王（あつやすしんのう）
一条天皇の第一皇子。定子出家後、彰子に引き取られる。

### 彰子派・飛香舎（藤壺）
彰子（しょうし）
藤原道長の娘。短気で横暴な振る舞いから通称「九条の鬼姫」と呼ばれる。父の権力を使って、中宮に成り代わろうと画策。紫式部を家庭教師にしている。入内当時12歳。少納言からは「バカ姫」と呼ばれている。
しかし、その実体は父親に認められたい一心で努力する少女であり、自分を特別扱いしない少納言や則光は喧嘩相手としてだが気に入っている。潔癖で不誠実なことを嫌う性分でもあり、和泉の交際相手が余所にもコナかけてちゃっかり結婚していたと聞いた際には、怒り狂って殴り込み詫び状を書かせた。
中宮定子とは従姉妹の関係。言葉遣いはまさに姫君そのものであり、容姿はかなり和風とかけ離れた銀髪ポニーテールで西洋風の服装で描かれる。
入内して3年後(A.D.999)、中宮となり飛香舎（藤壺）の局を設ける。グラマーな体型で再登場する。
初めはただの我が儘姫であった性格だったが、定子出家後は敦康親王の後見人として父や叔母と渡り合い、凝華舎（梅壺）の女房を引き取るほどにまで人間的に成長した。
紫式部（むらさきしきぶ）
本名・藤原香子（ふじわら の たかこ）。藤式部（とうのしきぶ）とも。藤原為時の娘。本物語のもう1人の主人公。香や古典の文献に通じる才女。左利き。
宮中で超人気の長編恋愛小説「源氏物語」を書いており、新刊が出たときには宮中で争奪戦が起こり、直筆本は、宰相の君の秘蔵物の一つとなるほど。
中宮大夫であった道長から直接スカウトされ彰子付き女房となり、最終的には飛香舎（藤壺）の局・筆頭までに出世する。
性格は冷静沈着・マイペースにして現実主義。清少納言とはまるで正反対の人物。
執筆している源氏物語の筆が進まなくなった時は、毎晩違う女の許に身を寄せる宣孝を観察（ストーキング）してネタにするために自ら外に出向くほどのアクティブさも持つ。
自分で見たものや文献以外のものは信じなかった堅物で、彰子を中宮にするため清少納言に対ししばし計略をめぐらしたが、それらの出来事をきっかけに徐々にその性格に変化が出る。
容姿は紫の色のショートカットで、ケープ風の衣をまとう。登場当初は半袖の衣であったが、入内後には袖付きの衣装に変化、3年後にはおかっぱ風の髪の毛の長さとなる。
初めは観察対象としてしか見ていなかった宣孝から須磨の海に強引に連れ出されたことをきっかけに心を寄せ、宣孝が自分が計画した（ということにした）騒動の責任を取って従五位上・肥後守として実質的に左遷が決定した際、泣きながら告白した。
酒を飲むと人に絡むほど、性格ががらっと変わってしまう。
赤染衛門（あかぞめえもん）
赤染右衛門尉の娘。元は道長の妻に仕えていた。性格は表向きはおっとりとした天然のお嬢様風。清少納言と紫式部を慕っているが、実は自己中心的な性格が潜んでおり、歪んでいる。課外授業でもヤンデレと自ら言うほど。
かなりの策士で、自分の従者に少納言を襲わせ庇う自分を印象づけさせようとしたり、彰子の局に入内する際の香勝負で事前に紫式部の感覚を贈り物でこっそり狂わせ、勝負を強引に引き分けに持ち込ませるなどといったことを行っていた（宣孝いわく、「あわよくば」を成功するまで繰り返す）。
容姿はその名の通り赤を基調とした衣を纏い、髪の毛もピンク色の長髪とかなり現実離れしており、いつも両手を口の前で握り明るく口を開ける表情を見せる。実は隠れ巨乳。
登場当初は両前髪を緑のリボンで結っていたが、少納言への自作自演の謀の際に左前髪を刀で切られた後は、最終話までその髪型で描かれている。
史実では三十六歌仙の1人で、「栄花物語」の作者でもある。

### 宮中
藤原 宣孝（ふじわら の のぶたか）
従五位上・右衛門権佐（うえもんのごんのすけ・大内裏全体を警護する部署「右衛門府（うえもんのふ）」のNO.2）。内裏警護担当で則光の友人の一人。プレイボーイだが品が無く、清少納言からは役職にちなんで「ゴンスケ」と呼ばれるなど小馬鹿にされている。少納言をブスと呼ぶ。
藤原傍流をコンプレックスにしており、実は影で努力をしており、口説き文句の和歌と弓については一目ある腕前の持ち主。
ちょい悪プレイボーイのイメージで描かれており、他の姫君の寝所の朝からの描写が多い。
この逢い引きの行動をストーキングし続けた紫式部を“ガキんちょ”と呼び気にかけ、ある日宿直の途中雑用を夜遅くまでこなしていた式部の行動を見かねて強引に牛車を走らせ須磨の海に連れ出す。
この行動が元で式部を女性として意識するようになり、道長の催した宴で起きた騒動の責任を取らされ（実行犯は少納言と則光だが、式部も情報を漏らしており、わざと憎まれ口をたたくことでかばった）従五位上・肥後守に任ぜられた顛末を見て涙ながらに告白した紫式部に、自分が戻ってくるまで待てとプロポーズする。
なお、史実でも紫式部とは夫婦である。
作者Blogから金髪であることが判明した。
藤原 斉信（ふじわら の ただのぶ）
太政大臣・藤原為光の次男で正四位下・右近衛中将（うこんのちゅうじょう・内裏外周の警護を行う「右近衛府（うこのえのふ）」のNO.2）、のちに参議を兼ね「宰相中将（さいしょうのちゅうじょう）」と呼ばれる。則光の友人の一人。優男。
藤原嫡流である北家の嫡男というスーパーエリート貴公子ではあるが、本人はいたって自然体のお坊ちゃん。
則光と宣孝と3人で行動しているが他の2人に比べると出番は少ない。
清少納言達によって仕組まれた宰相の君とのお月見の際に、一世一代の告白を宰相の君から受ける。
橘 敏政（たちばな としまさ）
則光の父。従五位下・中宮亮（ちゅうぐうのすけ）。息子の許嫁候補(清少納言)は定子に仕えているが、本人の上司は彰子の父である中宮大夫・道長と、微妙な立場にある。
一条天皇（いちじょうてんのう）
時の天皇。やや気弱ではあるがとても温厚なお人柄。中宮定子を寵愛するが、道長の策略によって彰子を女御とする。
定子のためには桃の花を用意したり、臨月で物忌みで別居した定子に身分を隠して会いに行くほどの行動力を見せる。
笛が得意で、その笛が縁で彰子は自ら中宮としての振る舞いを目指すようになる。
藤原 道隆（ふじわら の みちたか）
中宮定子の実父。関白。出番はかなり少ないが、温厚な人。大酒呑みであり、それが元で早死にしたらしい。
藤原 伊周（ふじわら の これちか）
関白道隆の嫡男で中宮定子の兄。位は従二位・内大臣。関白の嫡男という家柄・容姿は申し分ないスーパー貴公子だが、実は能力はいまいちな凡人。
プレッシャーにとても弱く、鏡で自己暗示をかけて天才貴公子を演じたり、何かあると妹である定子に泣きつくほど。弓が得意。
後に父の引退に伴い内覧となるが、プレッシャーの弱さ故失敗・失言を繰り返し、道長に役目を譲らざるを得なくなる。
そしてそのストレスのため、ある夜間男と勘違いして既に出家済みである先帝花山法皇（一条天皇の従兄弟）に矢を射かける騒動を起こし、大宰府送りになる。
この騒動が、後に定子と清少納言達の運命を揺るがすことになる。
藤原 道長（ふじわら の みちなが）
道隆の弟で彰子の父。正三位・中宮大夫→左大臣。兄道隆と権勢を争う。作中では権力にしか興味のない「ショッパイ親父（和泉・談）」として描かれている。
性格は冷淡で能面、その権力を使って裏で根回しをするのが得意。
実の娘である彰子ですら駒扱いするほど。
一条天皇の母(国母)である詮子は実の姉であり、反道隆派として同盟している。
右近内侍（うこんのないし）
一条天皇につかえる上女房。武勇に優れ、少納言からは「女則光」や「修理亮（のスケ）もどき」と呼ばれる。
白拍子の様に黒髪を後ろでまとめ、烏帽子・束帯をまとう和装だが、前髪だけ青色にデザインされている。
藤原行成（ふじわら の ゆきなり）
従四位相当の蔵人頭・権左大弁（くろうどのとう・ごんのさだいべん、天皇の秘書官および太政官の職）を兼任する頭弁（とうのべん）。後に三蹟の一人に数えられる能書家。若い頃は不遇であり、装束の背中に「不死倭羅上等（ふじわらじょうとう）」と特攻服風に書いているヤンキー系。
清少納言の汚い字を見てその感性に惚れ夜這いに行くも、出した歌に激怒した則光に脅される、それをネタに清少納言に難題を押しつけられるなどの苦労人。
言葉遣いも“っス。”とヤンキー系である。
前髪だけ特徴のある髪型となっている。
詮子(せんし）
道長の姉で道隆の妹。一条天皇の実母。一見若々しいが、感情が激すると顔面に亀裂が入るほどの厚化粧をしている。
その血筋を遺したくないほど兄の道隆を嫌っている。

### その他
橘 則隆（たちばな のりたか）
則光の弟。兄とは対照的に内気。
登場回数は少ないが課外補習のおまけでは芸人志望の「ニバンズ」のツッコミ役・弟さんとして出番がある。
藤原 惟規（ふじわら の のぶのり）
紫式部の弟で藤原為時の長男。
則隆同様、登場回数は少ないが課外補習のおまけでは芸人志望の「ニバンズ」のボケ役・弟くんとして出番がある。
安倍 晴明（あべ の せいめい）
元は天文博士として宮中に仕えていた。陰陽の研究を行う変人。清少納言からは“ハカセ”と呼ばれる。
典型的な理系肌の人間で、山歩きをして自然を色々と観察するのが趣味。
山歩き中に清少納言が仕掛けた「落とし穴」にはまったと言うことがきっかけで少納言、則光と知り合う。
それ以降、清少納言の企みにたまに顔を出している。
ひょうひょうとした老人として描かれており、実はとても危険な唐からの道具を所持している。
蔦（つた）
清原家に仕える侍女。のちに少納言の下で長女（おさめ・宮中で雑用をする下位の女官）となる。
左目だけ隠れたショートカットで、しかも巨乳で胸元を出し、“っす。”という言葉遣いをするサバサバした性格。
清少納言のことは“お嬢”と呼ぶ。
右往・左往（うおう・さおう）
彰子の忠実な従者。顔がかなり特徴的。
マガキ
赤染衛門の忠実な従者兼間者。かなりの豪腕であり、剣の腕は則光と互角に渡り合うほど。
衛門を“姫（ひい）様”と呼び、清少納言の企みで爆弾が爆発した際に破片で顔に傷を負った赤染衛門のため、則光と対決し、清少納言と則光を捕獲する。
間者衣装で顔には×を模した袋をかぶっているため、素顔は不明。

## 平安高校 課外補習
漫画という物語上史実と矛盾している部分が多いため、単行本で「本編で割愛もしくは変更した正しい平安知識」を補足するために「平安高校 課外補修」と言うタイトルの学園4コママンガを描き下ろしている。
内容は中宮定子と安倍晴明を先生役、その他の主要キャラクターを生徒役として生徒や読者に正しい史実や登場人物の裏話・平安文化や制度などの知識を教える形式。台詞も総て手書きである。
基本的には生徒は学生服姿で登場するが、定子や紫式部が眼鏡をかけていたり右近内侍がセーラー服姿など、キャラのイメージや性格に即したデザインで描かれており、御上である一条天皇すら生徒役で登場する。
なお、単行本2巻にはこの延長としておまけマンガが2つ追加で書き下ろされている。

### 課外補習のみ登場の人物
藤原隆家(ふじわら の たかいえ）
従三位・権中納言。伊周の弟で定子の兄（史実では伊周・定子の失脚後も生き延びている）。
花山法皇を誤射した伊周の話に登場するはずだった人物で、デザインまでは完成していた。
定子先生曰く、“無骨で口下手だったが武芸に秀でたタフガイ”で、そのイメージ通り体育会系の人物として描かれている。

## 既刊一覧
- 1巻 2007年8月10日初版 ISBN 9784847036064
- 2巻 2008年3月10日初版 ISBN 9784847036293
- 3巻 2008年9月10日初版 ISBN 9784847036521
- 4巻 2009年3月10日初版 ISBN 9784847036743
- 5巻 2009年9月10日初版 ISBN 9784847036941
- 6巻 2010年3月10日初版 ISBN 9784847037160
- 7巻 2010年9月10日初版 ISBN 9784847037450

単行本は1 - 6巻までは中帯以外白でデザインされているが、最終巻である7巻のみ、中帯以外赤でデザインされている。